# Caecostenetroides ischitanum
Caecostenetroides ischitanum is een pissebed uit de familie Gnathostenetroidae. De wetenschappelijke naam van de soort is voor het eerst geldig gepubliceerd in 1968 door Fresi & Schiecke.